# Итагаки Тайсуке
Итагаки Тайсуке (на японски: 板垣 退助) е японски граф, политик и военачалник.

## Биография
Роден е на 21 май 1837 г. Получава военно образование. Във войната през 1868 година е главнокомандващ императорската армия.
През 1874 г., заедно със своите политически съратници, подава меморандум в Са-ин (събранието на аристократите), в което поставя на дневен ред нуждата от избирането от народа на парламент.
Основава патриотичното дружество „Айкоку-ша“, което през 1881 година се превръща в либералната партия „Джию-то“, включвайки крайни радикали от цяла Япония. През 1882 г. срещу Итагаки е извършено покушение, вследствие на което получава тежки наранявания и заминава за Европа, за да се възстанови.
След завръщането му в Япония остава известно време настрана от политиката. Въпреки постоянната опозиция, императорът на Япония го обявява за граф за участието му във войната през 1885 – 1868 г.
Създадената от него либерална партия се обединява с други сродни партии и през 1890 година е създадена партията „Рикендзю-то“, в чиято програма влиза: преразглеждане на договорите, отмяна на консулските юрисдикции и привилегии на чуждите граждани, намаляване на поземлената аренда, ограничение на издръжката на управлението и пълна свобода на печата и сходните му.
Той е 2 пъти министър на вътрешните работи – през периодите от 14 април 1896 до 20 септември 1896 г. от 30 юни до 8 ноември 1898 г. Престава да се занимава с политика от 1900 г.
Умира на 16 юли 1919 г.

## Памет
- В Общомедия има медийни файлове относно Itagaki Taisuke

Итагаки Тайсуке е изобразен на банкнотата от 100 000 йени от 1953 г., която е в обращение до 1974 г.